# Пцин
Пцин (пол. Pcin) — село в Польщі, у гміні Цепелюв Ліпського повіту Мазовецького воєводства.
Населення — 279 осіб (2011).
У 1975-1998 роках село належало до Радомського воєводства.

## Демографія
Демографічна структура станом на 31 березня 2011 року:
|          | Загалом | Допрацездатний вік | Працездатний вік | Постпрацездатний вік |
| -------- | ------- | ------------------ | ---------------- | -------------------- |
| Чоловіки | 128     | 23                 | 84               | 21                   |
| Жінки    | 151     | 31                 | 73               | 47                   |
| Разом    | 279     | 54                 | 157              | 68                   |